# 디그니티 헬스 스포츠 파크
디그니티 헬스 스포츠 파크(Dignity Health Sports Park)는 미국 캘리포니아주 카슨에 있는 축구 전용 경기장으로, 로스앤젤레스 갤럭시의 홈구장으로 사용되고 있다. 2014년까지는 CD 치바스 USA와 함께 홈경기장으로 사용했다.
2003년부터 2013년까지 건축자재 및 인테리어 디자인 도구 판매 업체인 홈디포 스폰서의 이름을 따 홈디포센터로 불렸으며, 2013년부터 2018년까지는 온라인 티켓 마켓플레이스인 스텁허브 스폰서의 이름을 따 스텁허브 센터(StubHub Center)로 불렸다. 2019년부터 새로운 스폰서인 디그니티 헬스의 이름을 따 현재의 명칭으로 바뀌었다.
2017년부터 샌디에이고에서 연고지를 이전한 NFL의 로스앤젤레스 차저스가 2019년 로스앤젤레스 스타디움 앳 할리우드 파크가 완공될 때까지 이 경기장을 홈경기장으로 사용하였다. 2020년에 XFL 로스앤젤레스 와일드캐츠의 홈경기장으로도 사용되었다.